# Jimmy Reiher Snuka
Jimmy Reiher Snuka (ur. 18 maja 1943 w Suvie jako James Wiley Smith, zm. 15 stycznia 2017 w Pompano Beach) – fidżyjski wrestler. Bardziej znany z ringowego imienia jako Jimmy „Superfly” Snuka ze względu na to, że uznawany jest za twórcę stylu akrobatycznego w wrestlingu (high-flying style), który spopularyzował wykonując skoki typu splash na swoich przeciwnikach. Pierwszy posiadacz tytułu ECW World Heavyweight Championship. W swej karierze wrestlera występował m.in. w National Wrestling Alliance (NWA), World Wrestling Federation (WWF) oraz Eastern Championship Wrestling (ECW). Był pierwszym przeciwnikiem The Undertakera na WrestleManii VII w 1991 roku, która rozpoczęła zwycięski streak The Undertakera przez kolejne edycje WrestleManii.

## Kariera w wrestlingu
W latach 60. zaczął trenować kulturystykę na Hawajach, gdzie zdobywał tytuły amatorskie takie jak Mr. Hawaii, Mr. Waikiki i Mr. North Shore. W 1970 r. zadebiutował w wrestlingu pod pseudonimem Jimmy Kealoha a w 1973 roku zmienił swój pseudonim ringowy na Jimmy Snuka. Niedługo potem trafił do federacji NWA Pacific Northwest, gdzie sześciokrotnie sięgał po tytuł w wadze ciężkiej NWA Pacific Northwest Heavyweight Championship. Następnie przez kolejne lata zaliczał występy w innych regionach federacji National Wrestling Alliance (NWA) gdzie zdobywał tytuły krajowe (United States), tag teamowe (Tag Team) oraz w wadze ciężkiej (Heavyweight). W latach 80. okresowo występował również w All Japan Pro Wrestling (AJPW).
W 1982 r. trafił do World Wrestling Federation (WWF) gdzie jego menedżerem był Captain Lou Albano. Zasłynął wtedy ze swojej akcji kończącej pod nazwą Superfly splash – wykonując splash na przeciwnikach z różnych podwyższeń – narożników ringu czy ze stalowej klatki. W federacji WWF prowadził feudy z takimi wrestlerami jak Don Muraco, Roddy Piper czy Bob Backlund. Podczas WrestleManii I pojawił się jako menedżer Hulka Hogana i Mr. T. W lipcu 1985 r. opuścił federację WWF.
Od drugiej połowy 1985 r. rozpoczął występy w japońskiej New Japan Pro-Wrestling (NJPW), jednak spędził w niej zaledwie rok. Później w latach 1986-1989 występował w American Wrestling Association (AWA), gdzie zdobył tytuł rejonu środkowo-zachodniego w wadze ciężkiej (AWA Midwest Heavyweight Championship).
Do WWF powrócił w maju 1989 roku. Prowadził wtedy rywalizacje z takimi zawodnikami jak: The Honky Tonk Man, "Million Dollar Man" Ted DiBiase czy "Mr. Perfectem" Curtem Hennigiem. Swoją pierwszą walkę na gali WrestleMania odbył na szóstej edycji tego wydarzenia – zawalczył wtedy Rickiem Rude, jednak przegrał to stracie. Później wziął udział w turnieju o zwakowane mistrzostwo WWF Intercontinental Championship, jednak przegrał swoje starcie już w I. rundzie z Mr. Perfectem.
Na WrestleManii VII został pierwszym przeciwnikiem The Undertakera w jego serii bez porażki (streak) podczas gal WrestleMania. Snuka przegrał to starcie, rozpoczynając tym samym zwycięski „streak” The Undertakera przez kolejne edycje tej gali. W 1992 r. wziął udział w Royal Rumble matchu o zwakowane mistrzostwo WWF Championship na gali Royal Rumble, jednak został wyeliminowany przez The Undertakera. W lutym 1992 r. opuścił federację WWF. We wrześniu 1993 r. na krótko pojawił się w WWF, walcząc jednocześnie dla Eastern Championship Wrestling.
W marcu 1992 r. zadebiutował w Eastern Championship Wrestling. Niedługo potem został pierwszym posiadaczem mistrzostwa ECW Heavyweight Championship, pokonując w walce Salvatore Bellomo, jednakże już dzień później przegrał ten tytuł na rzecz Johnny’ego Hotbody’ego. W połowie lipca 1992 r. ponownie zdobył ten tytuł, utrzymując go do końca września. W 1993 r. wziął udział w 8-osobowym turnieju o mistrzostwo telewizyjne (ECW World Television Championship) federacji ECW. Wygrał ten turniej pokonując kolejno Larry’ego Wintersa, Tommy’ego Cairo i Glena Osbourne’a. Tytuł telewizyjny stracił 1 października 1993 r. na gali NWA Bloodfest: Part 1 w steel cage matchu na rzecz Terry’ego Funka. Po raz ostatni w ECW pojawił się w 1994 r. na gali Hardcore Heaven, gdzie walczył w tag teamie z The Tazzmaniakiem.
W styczniu 2000 r. pojawił w walce cameo na tygodniowej gali Nitro, federacji World Championship Wrestling, wygrywając z Jeffem Jarrettem.
Od drugiej połowy lat 90., przez lata 2000. występował w federacjach niezależnych m.in. International Wrestling Superstars (IWS) czy X Wrestling Federation (XWF). W 2008 r. wystąpił cameo w Royal Rumble matchu podczas gali Royal Rumble federacji WWE. Okresowo w federacjach niezależnych występował do połowy 2015 roku.

### Osiągnięcia i tytuły
- All Japan Pro Wrestling
  - World's Strongest Tag Determination League (1981) – z Bruiserem Brodym
  - World's Strongest Tag Determination League Technique Award (1988) – z Tiger Mask II
- All-Star Wrestling Alliance / American States Wrestling Alliance
  - ASWA Heavyweight Championship (1 raz)
- American Wrestling Association
  - AWA Midwest Heavyweight Championship (1 raz)
- Catch Wrestling Association
  - CWA British Commonwealth Championship (1 raz)
- Cauliflower Alley Club
  - Honorowe członkostwo (1996)
- Continental Wrestling Association
  - CWA International Tag Team Championship (1 raz) – z JT Southernem
- East Coast Pro Wrestling
  - ECPW Heavyweight Championship (1 raz)
- Eastern Championship Wrestling (Extreme Championship Wrestling)
  - NWA ECW Heavyweight Championship (2 razy, pierwszy mistrz)
  - NWA ECW Television Championship (1 raz)
  - ECW Television Championship Tournament (1993)
- Georgia Championship Wrestling
  - NWA National Tag Team Championship (1 raz) – z Terrym Gordym
- International Wrestling Superstars
  - IWS United States Championship (1 raz)
- Mid-Atlantic Championship Wrestling
  - NWA United States Heavyweight Championship (wersja Mid-Atlantic) (1 raz)
  - NWA World Tag Team Championship (wersja Mid-Atlantic) (2 razy) – z Paulem Orndorffem (1 raz) i Rayem Stevensem (1 raz)
- National Championship Wrestling
  - NCW Tag Team Championship (1 raz) – z Johnnym Gunnem
- National Wrestling Federation
  - NWF Heavyweight Championship (1 raz, ostatni mistrz)
- National Wrestling League
  - NWL Heavyweight Championship (1 raz)
- Northeast Wrestling
  - NEW Heavyweight Championship (1 raz)
- NWA All-Star Wrestling
  - NWA Canadian Tag Team Championship (wersja Vancouver) (1 raz) – z Don Leo Jonathanem
- NWA Big Time Wrestling
  - NWA Texas Heavyweight Championship (1 raz)
  - NWA Texas Tag Team Championship (1 raz) – z Gino Hernandezem
- NWA Tri-State Wrestling
  - NWA Tri-State Heavyweight Championship (1 raz)
- NWA West Virginia/Ohio
  - NWA West Virginia/Ohio Heavyweight Championship (1 raz)
- New England Pro Wrestling Hall of Fame
  - Wprowadzony w 2010 roku.
- Pacific Northwest Wrestling
  - NWA Pacific Northwest Heavyweight Championship (6 razy)
  - NWA Pacific Northwest Tag Team Championship (7 razy) – z Frankiem Laine’em (1 raz) i Dutchem Savage’em (6 razy)
- Pro Wrestling Illustrated
  - Walka roku (Match of the Year) (1982) vs. Bob Backlund w cage matchu 28 czerwca 1982 roku.
  - Najbardziej popularny wrestler roku (Most Popular Wrestler of the Year) (1983)
  - Tag team roku (Tag Team of the Year) (1980) z Rayem Stevensem
  - Sklasyfikowany na 29. miejscu z 500 wrestlerów w rankingu PWI Years w 2003 roku.
- Pro Wrestling This Week
  - Wrestler tygodnia (Wrestler of the Week) (25–31 stycznia 1987)
- Professional Wrestling Hall of Fame
  - Wprowadzony w 2012 roku.
- Ring Around The Northwest Newsletter
  - Tag team roku (Tag Team of the Year) (1973–1974, 1976) z Dutchem Savage’em
  - Wrestler roku (Wrestler of the Year) (1975)
- Universal Superstars of America
  - USA Heavyweight Championship (2 razy)
- USA Pro Wrestling

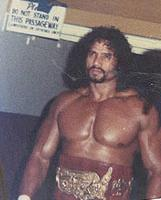
Jimmy Snuka w 1981 roku.

- - USA Pro New York Heavyweight Championship (1 raz)
- World Wide Wrestling Alliance
  - WWWA Heavyweight Championship (1 raz)
  - WWWA Intercontinental Championship (1 raz)
- World Wrestling Federation
  - WWF Hall of Fame (Wprowadzony w 1996 roku)
- Wrestling Observer Newsletter
  - Tag team roku (Tag Team of the Year) (1981) z Terrym Gordy
  - Najlepszy wrestler-akrobata (Best Flying Wrestler) (1981)
  - Najlepsza akcja w wrestlingu (Best Wrestling Maneuver) (1981, 1983) Superfly Splash
  - Najbardziej niedoszlifowany wrestler (Most Unimproved) (1984)
  - Najgorszy wrestler w wywiadach (Worst on Interviews) (1984)

## Życie prywatne
Jako dziecko, oprócz Fidżi mieszkał też na Wyspach Marshalla. Jest współzałożycielem szkółek wrestlingu Body Slam University i Coastal Championship Wrestling na Florydzie. W 2012 r. napisał autobiograficzną książkę pt. „Superfly: The Jimmy Snuka Story”.
Był trzykrotnie żonaty. Z drugą żoną Sharon ma czworo dzieci: Saronę, Jamesa Jr., Lianę i Atę. James Jr. i Sarona występowali w federacji World Wrestling Entertainment jako zawodnicy. Sarona bardziej znana jest z występów jako Tamina Snuka, a James Jr. rozpoznawalny był jako Deuce.
W sierpniu 2015 r. jego trzecia żona – Carole podała do wiadomości, że u Snuki zdiagnozowano raka żołądka. Niedługo potem zawodnik przeszedł operację wycięcia węzłów chłonnych oraz tkanek rakowych.
We wrześniu 2015 r. Snuka został oskarżony i aresztowany za morderstwo trzeciego stopnia – postawiono mu zarzuty o nieumyślne spowodowanie śmierci swojej dziewczyny Nancy Argentino w maju 1983 roku. Wrestler nie przyznał się do winy. W czerwcu 2016 r. uznano go za niezdolnego do złożenia wyjaśnień w przedmiotowej sprawie, ze względu na zdiagnozowanie u niego otępienia.
W lipcu 2016 r. reprezentowany przez swoją żonę Carole, przyłączył się do pozwu zbiorowego przeciwko federacji WWE, w którym stwierdzono, iż wrestlerzy ponieśli „długotrwałe obrażenia neurologiczne”, i że firma „rutynowo nie troszczyła się o nich” oraz „wprowadzała w błąd, ukrywając następstwa podanych obrażeń”. W związku z pogorszeniem się jego stanu zdrowia, został zwolniony z aresztu na początku stycznia 2017 roku. Zmarł niespełna dwa tygodnie później w wieku 73 lat.